# Malajsie na Letních olympijských hrách 2008
Malajsie se účastnila Letní olympiády 2008. Zastupovalo ji 32 sportovců (18 mužů a 14 žen) v 10 sportech.

## Medailisté
| Medaile | Jméno         | Sport     | Soutěž       |
| ------- | ------------- | --------- | ------------ |
| Stříbro | Lee Chong Wei | Badminton | muži dvouhra |